# Egyptisk landsköldpadda
Egyptisk landsköldpadda (Testudo kleinmanni) är en sköldpadda som ingår i underordningen gömhalssköldpaddor.
Artepitetet i det vetenskapliga namnet hedrar E. Kleinmann som samlade holotypen.
Arten förekommer vid Medelhavets kust i Libyen och kanske finns den i Egypten kvar. Populationer som lever längre västerut tillhör Testudo werneri. Den historiska populationen i Egypten levde i öknar och halvöknar, ofta nära wadi och saltsjöar. Växtligheten är glest fördelad och består av några buskar, bland annat av släktet Artemisia. Honor lägger ägg.
Beståndet hotas av intensiv bruk av jordbruks- och betesmarker. Fler exemplar fångades och hölls som sällskapsdjur. Året 2003 uppskattades hela populationen med cirka 7500 exemplar. IUCN listar arten som akut hotad (CR).